# Alvin O’Konski

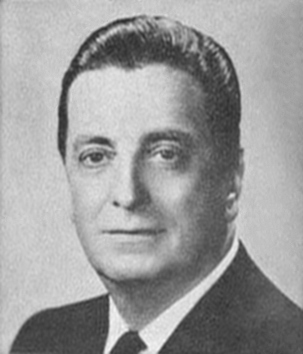
Alvin O’Konski (1971)

Alvin Edward O’Konski (* 26. Mai 1904 bei Kewaunee, Wisconsin; † 8. Juli 1987 ebenda) war ein US-amerikanischer Politiker. Zwischen 1943 und 1973 vertrat er den Bundesstaat Wisconsin im US-Repräsentantenhaus.

## Werdegang
Alvin O’Konski hatte sowohl irische, als auch polnische Vorfahren, seine Familie war im katholischen Einwanderermilieu verwurzelt. Er sprach auch Polnisch. Er besuchte die öffentlichen Schulen seiner Heimat und studierte danach an der University of Iowa in Iowa City. Danach absolvierte er bis 1927 das Lehrerkolleg der University of Wisconsin-Oshkosh in Oshkosh. 1932 beendete O’Konski seine Studienzeit an der University of Wisconsin–Madison. In den folgenden Jahren wurde er im Schuldienst tätig. Schon zwischen 1926 und 1929 hatte er als High-School-Lehrer gearbeitet. Zwischen 1929 und 1931 gehörte er dem Lehrkörper des Oregon State College in Corvallis an. In den Jahren 1932 bis 1935 fungierte er als Schulrat in Pulaski (Wisconsin). Danach war er bis 1938 Fakultätsmitglied der University of Detroit in Michigan. Neben seinen schulischen Tätigkeiten war O’Konski auch Zeitungsherausgeber und Journalist.
Politisch war O’Konski Mitglied der Republikanischen Partei. Bei den Kongresswahlen 1942 wurde er im zehnten Wahlbezirk von Wisconsin in das US-Repräsentantenhaus in Washington, D.C. gewählt, wo er am 3. Januar 1943 die Nachfolge von Bernard J. Gehrmann antrat. 
1951/52 gehörte er der Madden-Kommission an, dem Ausschuss zur Untersuchung des Massakers von Katyn. Gemeinsam mit seinem Parteifreund Timothy P. Sheehan gab er zum Abschlussbericht der Madden-Kommission eine Erklärung ab, die scharfe Kritik an der nach seiner Meinung zu nachgiebigen Politik des Präsidenten Franklin D. Roosevelt gegenüber der Sowjetunion unter Josef Stalin übte. Im Rahmen der Gegenoffensive der kommunistischen Führung der Volksrepublik Polen gegen die Madden-Kommission wurde er von der Warschauer Presse, die der Parteikontrolle unterlag, als Vertreter der „Hitler-Sympathisanten in den USA“ angegriffen.
Nach 14 Wiederwahlen konnte er bis zum 3. Januar 1973 insgesamt 15 zusammenhängende Legislaturperioden im Kongress absolvieren. In diese Zeit fielen unter anderem das Ende des Zweiten Weltkrieges, der Koreakrieg, der Vietnamkrieg, die Kubakrise und innenpolitisch die Bürgerrechtsbewegung. Außerdem wurden die Verfassungszusätze 22 bis 26 verabschiedet. Im Jahr 1957 bewarb sich O’Konski erfolglos um die Nominierung seiner Partei für die nach dem Tod von Joseph McCarthy anstehende Nachwahl zum US-Senat.
Im Jahr 1972 wurde O’Konskis Wahldistrikt aufgelöst. Er kandidierte daher im siebten Bezirk und unterlag dort Amtsinhaber Dave Obey von der Demokratischen Partei. Nach seinem Ausscheiden aus dem US-Repräsentantenhaus zog sich Alvin O’Konski aus der Politik zurück. Er verbrachte seinen Lebensabend in Rhinelander und starb am 8. Juli 1987 in Kewaunee.